# Leh

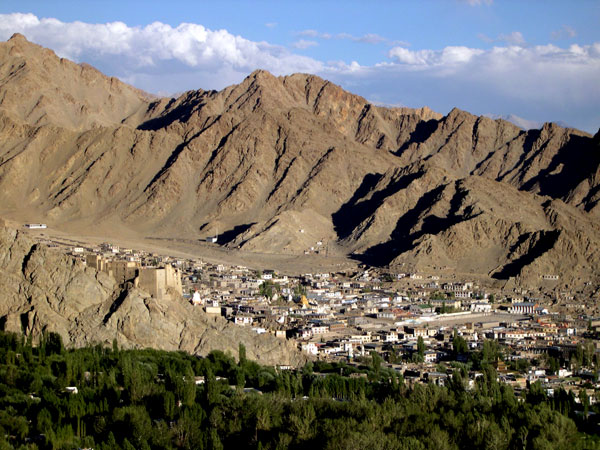
Leh

Leh este un oraș în India, reședința teritoriului unional Ladakh.

## Legături externe
- Listă de orașe din India